# دقيقة ضئيلة ترابية أحادية الخلية
دقيقة ضئيلة ترابية أحادية الخلية (الاسم العلمي: Pusillimonas soli) هي نوع من البكتيريا، سلبية الغرام، تتبع جنس الدقائق ضئيلة أحادية الخلية.